# Майър Лански
Майър Лански (роден Майер Суховлянски е сред най-могъщите гангстери на 20 век. Заедно с Лъки Лучано основава Комисията – ръководният орган на американската мафия.

## Биография и дейност
Лански е роден на 4 юли 1902 г. в Гродно в тогавашна Полша (днешен Беларус). През 1911 г. семейството му емигрира в САЩ и се заселва в Долен Ийст Сайд на Ню Йорк. В училище Лански се запознава с Лъки Лучано, а по-късно и с Бъгси Сийгъл.
Заедно със Сийгъл създават Бандата на Бъгс и Майър. Първите им стъпки в престъпния свят са кражбите на коли. Сийгъл ги крадял, а Лански препродавал. През 1920-те години заедно с Лучано, Сийгъл и Франк Костело участва в контрабандата с алкохол в нарушение на Сухия режим. В началото на 1930-те години помага на Лучано в Кастелмарската война. След арестуването на Лучано през 1936 г. Лански разширява интересите си в хазартния бизнес. Управлява множество казина в Куба. Може би най-големият актив на Лански е казино „Фламинго“, създадено от дългогодишния му приятел Бъгси Сийгъл през 1946 г., който е убит, след като казиното, което било запланувано да се построи за 2 милиона долара, струвало над 6 милиона за мафиотите инвеститори. След смъртта на Сийгъл Лански поема казиното. Той постига огромна печалба до 1959 г., когато Фидел Кастро взема властта в Куба и Лански е принуден да се откаже от казината си там.

## Смърт
След като се оттегля, Лански живее спокойно в Маями Бийч.
На 15 януари 1983 г. почива от рак на белите дробове.
Според ФБР Лански имал над 300 милиона долара в различни офшорни банки. Това го нарежда сред най-богатите хора в света по онова време.

## Интересни факти
- В „Кръстникът II“ образът на героя Хаймън Рот е изграден върху Лански. След излизането на филма Лански се обажда на Лий Страсбърг (той играе Хаймън Рот) и му казва, че можело да го направи да изглежда малко по-симпатичен.
- В „Имало едно време в Америка“ на Серджо Леоне образът на героя на Робърт Де Ниро е изграден върху Лански.